# Fürstensommer
Der Fürstensommer fand im Sommer des Jahres 1681 in Pyrmont statt und war ein Treffen von hohen und höchsten Adeligen.

## Geschichte
Graf  Georg Friedrich von Waldeck, zu dessen Herrschaft auch Pyrmont gehörte, hatte Pyrmont mit seinen Heilquellen weiter ausgebaut, um die Einkünfte aus Pyrmont zu steigern. Da der Graf hohes politisches Ansehen genoss, durch seine Tätigkeit als Diplomat und Militär an mehreren europäischen Höfen, und als Generalfeldmarschall des Reiches, konnte er hohe Adlige zu einem Treffen in Pyrmont bewegen. 
Zu dem großen politischen und gesellschaftlichen Ereignis versammelten sich vom 24. Juni bis zum 21. Juli 1681 in Pyrmont vierzig fürstliche und königliche Persönlichkeiten, darunter vierundzwanzig regierende Häupter. Dabei waren Friedrich Wilhelm, Kurfürst von Brandenburg, Sophie Amalie, die verwitwete Königin von Dänemark, Ernst August, der Herzog von Hannover, der Landgraf von Hessen-Kassel, dazu viele Angehörige norddeutscher Fürstenhäuser.
Weit über Deutschland hinaus erregte das große Treffen Aufsehen und förderte Kuraufenthalte als gesellschaftliches Ereignis und auch Pyrmont als Kurort.

## Quelle
- Birgit Kümmel/Richard Hüttel: Indessen will es glänzen – Arolsen – Eine barocke Residenz. Verlag Wilhelm Bing, Korbach 1992, Seite 106